# Simo (futbolista)
Wassim Keddari Boulif (Tarrasa, 3 de febrero de 2005), conocido deportivamente como Simo, es un futbolista español que juega como defensa en el Al-Arabi S. C. de la Liga de fútbol de Catar.

## Trayectoria
Nacido en Tarrasa, el joven comenzó jugando en el modesto EF Bonaire, y más tarde se fue al CF Pueblo Nuevo. Al llegar a categoría infantil se unió al fútbol base del R. C. D. Espanyol en 2016 procedente del UFB Jàbac Terrassa. El 3 de julio de 2021 renovó su contrato con el club por cinco temporadas.
Debutó con el filial el 12 de diciembre de 2021 al partir como titular en la victoria por 4-1 a la S. D. Ejea en la Segunda División RFEF. Su primer gol llegó el siguiente 5 de febrero en el empate por 3-3 frente al C. F. Badalona.
Logró debutar con el primer equipo el 4 de septiembre de 2022 al entrar como suplente en la segunda mitad de una victoria por 1-0 frente al Athletic Club. Disputó un total de siete encuentros en la Primera División antes de ser traspasado en agosto de 2023 al Al-Arabi S. C. catarí.

## Clubes
Actualizado al último partido disputado en la temporada 2024-25.
| Club                  | País   | Año       | Partidos | Goles |
| --------------------- | ------ | --------- | -------- | ----- |
| R. C. D. Espanyol "B" | España | 2021-2023 | 21       | 1     |
| R. C. D. Espanyol     | España | 2022-2023 | 9        | 0     |
| Al-Arabi S. C.        | Catar  | 2023-act. | 48       | 2     |

## Palmarés

### Títulos internacionales
| Título                               | Equipo         | País              | Año  |
| ------------------------------------ | -------------- | ----------------- | ---- |
| Supercopa Catar-UAE                  | Al-Arabi S. C. | Catar             | 2024 |
| Campeonato Europeo de la UEFA Sub-19 | España sub-19  | Irlanda del Norte | 2024 |